# Diana Niepce
Diana Bastos Niepce (* 1985 in Ovar) ist eine portugiesische Tänzerin, Choreografin und Autorin.

## Leben
Niepce wurde 1985 in Ovar geboren und wuchs in Oliveira de Azeméis und Porto auf. Sie absolvierte ihre tänzerische Ausbildung an der Escola Superior de Dança in Lissabon und studierte im Rahmen des Erasmusprogramms an der Teatterikorkeakoulun, der Theaterakademie in Helsinki. Zusätzlich erwarb sie einen Masterabschluss in Kunst und Kommunikation an der Universidade Nova de Lisboa. Neben ihrer künstlerischen Ausbildung qualifizierte sie sich auch als Hatha-Yoga-Lehrerin und bildete sich in den Bereichen Management und Produktion darstellender Künste weiter. Ein einschneidendes Ereignis in Niepces Leben war ein Unfall am Trapez, bei dem sie sich eine Rückenmarksverletzung zuzog.

## Wirken
Niepce ist Autorin, Choreografin und Performerin und hat eine Vielzahl eigener Stücke geschaffen. Zu ihren Werken zählen Forgotten Fog (2015), Raw a Nude (2019), 12 979 Days (2019), Duet (2020), T4 (2020), Anda, Diana (2021) und The Other Side of Dance (2022).
In ihren Arbeiten setzt sich Niepce mit dem Körper im Kontext von Verletzlichkeit, Behinderung und gesellschaftlichen Normen auseinander. Nach ihrem Unfall entwickelte sie Performances für Bühnenräume und den öffentlichen Raum, die explizit auf die Perspektive von Menschen mit Behinderungen eingehen. Ihre Choreografien thematisieren Machtverhältnisse, Vertrauen und gegenseitige Abhängigkeit und hinterfragen gängige Körperbilder.
Mit ihrem Trio Anda, Diana trat sie gemeinsam mit Baxi Ostrowski und Joãozinho da Costa auf, wobei sie in einem ambivalenten Spiel von körperlicher Nähe, Abhängigkeit und Selbstermächtigung zentrale Aspekte ihrer künstlerischen Vision verkörperte. Die Performance wurde 2021 in Lissabon uraufgeführt und mit einem Preis ausgezeichnet. Sie war unter anderem im Radialsystem in Berlin und bei der Tanzbiennale in Lyon zu sehen.
In The Other Side of Dance arbeitete Niepce mit maschineller Unterstützung, um sich durch den Raum zu bewegen, wobei sie Bilder von Befreiung und Transformation erzeugte. Sie nutzt bewusst die Anstrengung und die Begrenzungen ihres Körpers als künstlerisches Mittel – im Kontrast zu vielen traditionellen Tanzstilen, die auf müheloser Bewegung basieren.
Niepce verfasste Beiträge für das Buch Anne Teresa De Keersmaeker in Lisbon, schrieb das Kinderbuch Bayadére für das Portugiesische Nationalballett (CNB) sowie den autobiografischen Text Anda, Diana, der 2021 im Verlag Sistema Solar erschien. Ihre Erzählung Broken and Stinky are the Pebbles entstand im Rahmen des Memorialprojekts zur Route des Convento in Portugal. Im Jahr 2020 leitete sie ein Einführungsprogramm in die darstellenden Künste für Künstler mit Behinderung in der Bibliothek von Marvila in Lissabon.
Niepce arbeitete mit zahlreichen renommierten Künstlern und Kompanien zusammen, darunter Rosas, Willi Dorner, La Fura dels Baus, Mariana Tengner Barros, Rafael Alvarez, Jérôme Bel, Adam Benjamin, Diana de Sousa und Justyna Wielgus.